# Yana (chanteuse)
Pour les articles homonymes, voir Yana.
Yana (née Pamella Guard le 16 février 1932 à Romford en Angleterre, décédée le 21 novembre 1989 à Londres) est une chanteuse et actrice britannique des années 1950 et 1960. Elle anime durant cette période sa propre émission de télévision. En 1957, elle fait par ailleurs la une des journaux en proposant de prêter sa voiture de sport immatriculée « YG 1 » à Youri Gagarine.
Elle est particulièrement connue pour l'interprétation de la chanson « Climb up the Wall ».
Elle est par ailleurs apparue dans la série télévisée Dave King Show.
Mariée à trois reprises (dont Alan Curtis (en) en secondes noces de 1964 à 1967), elle meurt à 57 ans des suites d'un cancer.

## Discographie
- In My Own Little Corner
- A Lovely Night
- When You're Driving in the Moonlight (duo avec Tommy Steele).
- Impossible (duo avec Betty Marsden).
- Do I Love You? et Ten Minutes Ago (duo avec Bruce Trent).